# نيكولاوس فرديناند هالر
نيكولاوس فرديناند هالر (بالألمانية: Nicolaus Ferdinand Haller)‏ (و. 1805 – 1876 م) هو سياسي، ومحامي ألماني، ولد في هامبورغ، توفي في هامبورغ، عن عمر يناهز 71 عاماً.

## مناصب
تولى منصب عمدة
.

## التعليم
تعلم في جامعة هايدلبرغ، وتعلم في جامعة غوتينغن
.